# ルンビニ
ルンビニ（Lumbinī、藍毘尼 ネパール語: लुम्बिनी）は、ネパールの南部タライ平原にある村。仏教の開祖・釈迦（本名・サンスクリット語: ガウタマ・シッダールタ）の生まれたとされる地。仏教の四大聖地の1つでもある。

## 発掘調査
1992年からマーヤー・デーヴィー寺院の解体修復工事に合わせ、ルンビニー開発トラストの要請により、全日本仏教会が発掘調査を行った。
寺院中心部から70センチメートル×40センチメートル、厚さ10センチメートルのマーカーストーン（印石）が発見され、アショーカ王による石柱の建立以前から釈迦の生誕地を示す標識として置かれていたとも考えられる。寺院は当初より東西26メートル、南北21メートルの外壁に囲まれ、発掘で6期にわたり増改築がなされていたことが判明した。遺物では銀や銅の貨幣、装飾れんが、ガラスや水晶の玉類、石柱の破片などが見つかった。

## 世界遺産ルンビニの概要
マーヤー・デーヴィー寺院を中心に、アショーカ王が巡礼したときに建立された石柱、釈迦が産湯をつかったという池などが残る。巡礼者で賑わっているが、特に12月から1月にかけて多い。
1997年にユネスコの世界遺産(文化遺産)に登録されている。

## 登録基準

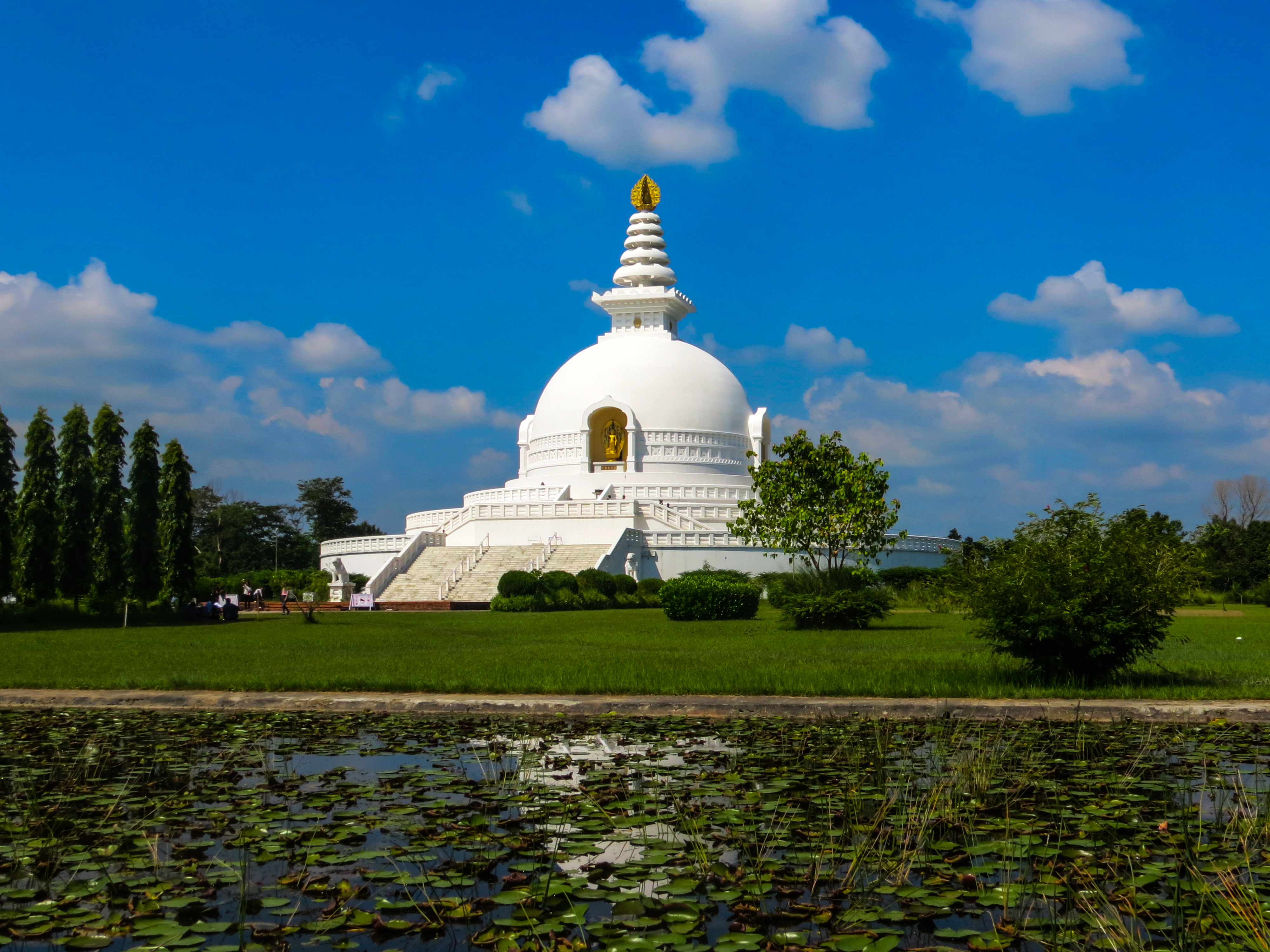
ルンビニに日本が建てた世界平和塔

この世界遺産は世界遺産登録基準のうち、以下の条件を満たし、登録された（以下の基準は世界遺産センター公表の登録基準からの翻訳、引用である）。
- (3) 現存するまたは消滅した文化的伝統または文明の、唯一のまたは少なくとも稀な証拠。
- (6) 顕著で普遍的な意義を有する出来事、現存する伝統、思想、信仰または芸術的、文学的作品と直接にまたは明白に関連するもの（この基準は他の基準と組み合わせて用いるのが望ましいと世界遺産委員会は考えている）。

## ルンビニでの釈迦
仏典に伝えられるところによれば、釈迦のこの世への現れは以下のようであったとされる。釈迦は、母親の摩耶夫人（まやふじん／ぶにん　マーヤー）がお産のために実家へ里帰りする途中にルンビニ(藍毘尼) の花園で休んでいた時に夫人の脇の下より姿を現し誕生した。釈迦はこの世へ出てすぐに七歩歩いて右手で天空を指し左手で大地を指して「天上天下唯我独尊」と声を出したと言う。生後一週間で生母は亡くなり、母の妹、摩訶波闍波提（まかはじゃはだい、マハープラジャパティー ）により釈迦は養育されたという。
ルンビニの地名は多くの文献に記載され実在していた事は確認されたが、具体的な位置は長く忘れ去られており、ブッタを伝説上の人物とする可能性も語られていたが、1896年にインド考古調査局のアーロイス・アントン・フィーラーの発掘調査により、ブッタ生誕の地を証明する遺跡が数多く発見された。
まず、仏舎利塔から黄金の舎利容器から人骨が発見された。さらにマウリヤ朝第三代王で仏典にも仏教の庇護者としてしばしば名前の記載されるアショーカ王が「ブッタがこの地で生誕したのでルンビニ村の租税を軽減する。」と刻ませた石柱が発見された。この地がルンビニであり、釈迦が史実の人物であったことが証明された。

## ルンビニ釈尊生誕地聖域計画

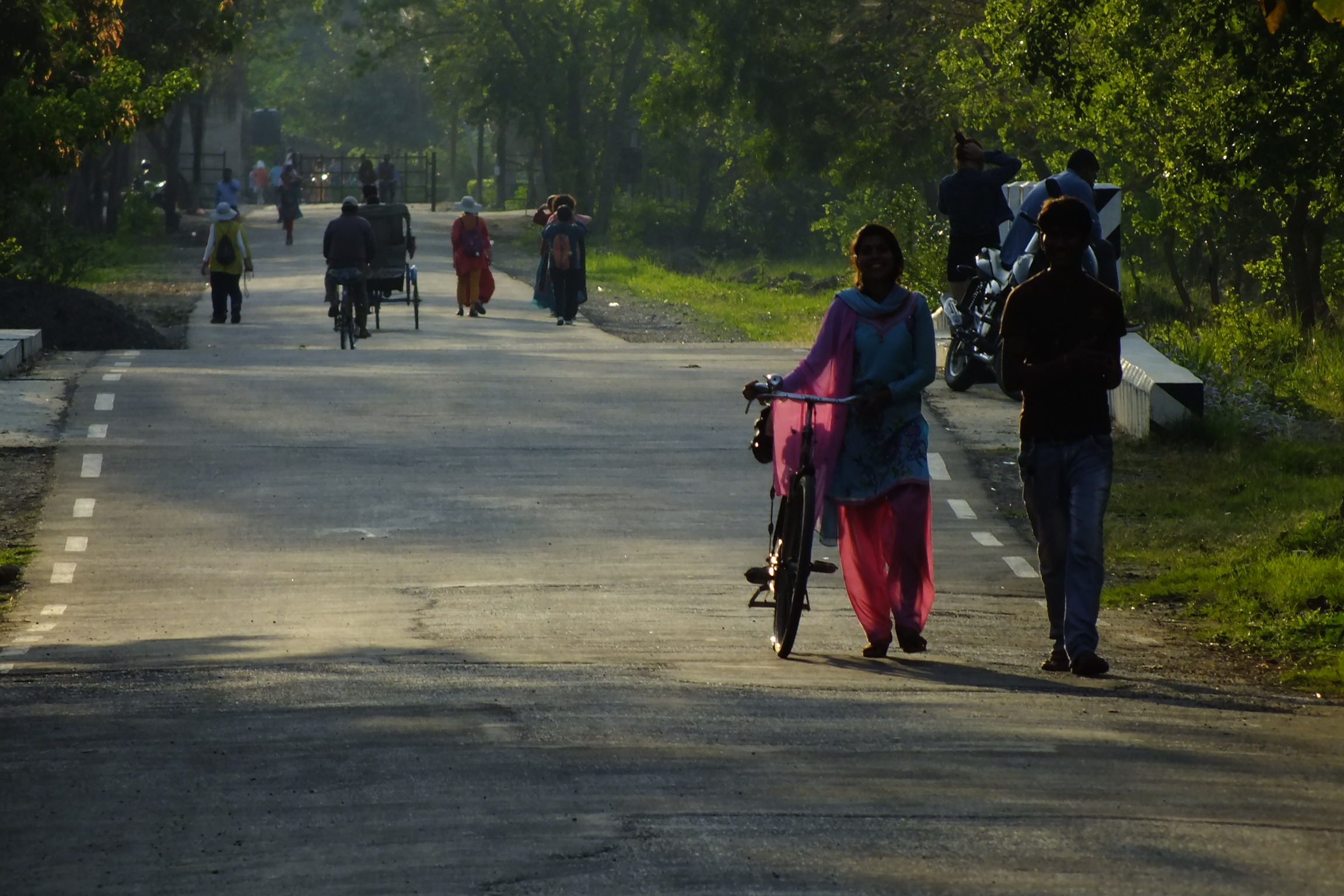
整備されつつある聖園地区

釈迦の生誕地の周囲を聖地公園として整備する「ルンビニ釈尊生誕地聖域計画」が立案され、1978年に日本の建築家丹下健三がマスタープランを作成。現在もこの計画に基づき整備が進められている。この聖地公園整備計画は、国際連合の元事務総長であり自らも仏教徒であるウ・タント（ミャンマー）の提唱により開始され、仏教の広まっている国々からさまざまな寺院、仏塔などが建設されるも建設途中や造成中の建物、未整備な土地が多い。2011年にはネパールで首相を務めたプラチャンダがルンビニ開発国家指導委員会を設立して国連と中華人民共和国のアジア太平洋交流協力財団の支援を受けてルンビニ特別開発区構想を推し進めた。
聖域内には世界各国の国名を名乗る寺院が林立している。「中華寺」「ドイツ寺」「ミャンマー寺」などである。ただし、必ずしも、その国名が、国家または当該国の仏教界を代表している訳ではない。「日本寺・世界平和仏舎利塔」も存在するが、運営主体は日蓮宗系の日本山妙法寺大僧伽である。

## 交通
ネパール-インド国境の街スノウリに近く、乗合バスやリクシャーなどで15分程の隣町のバイラワでバスを乗り継ぎ1時間程度。
カトマンズからバイラワへは、航空機または長距離バスでアクセスできる。チトワンからはバスで4時間半で、バスの便は始終発着しているため、降車と共に同じバス停で乗り継ぐことができる。
聖域はかなり広大なので、一巡するにはリクシャーをチャーターするのが一般的だが、レンタサイクルもある。聖域周囲には高級ホテルから安価なゲストハウスまで宿泊施設があるが、シーズンには人気のある宿は満室近くなることが多いが、多くの宿は空き室が多い。また宿泊できる寺院も多い。周辺は蚊が多い。
周辺は治安は悪くないものの、交通の便は航空便が少ないなどよくはなく、主な移動手段はバスになる。観光客や巡礼者のための設備は宿・レストランとも十分であるが、高級な設備は少ない。また周辺地域住民はヒンドゥー教徒が一般的で、公園も開発途上であり、観光資源として活用されているとは言いがたい。2008年ころの政情不安時にはゲリラが各地に出没するためルンビニ方面へ行くバスが出ていないこともあった。飛行機は飛んでいたものの飛行場からホテルまではバス、タクシーはゲリラの標的にされるため、リクシャ―で2時間かけて行くしかなかったが、現在はそういうことはない。
座標: 北緯27度28分02秒 東経83度16分30秒 / 北緯27.467155度 東経83.274908度

## ギャラリー

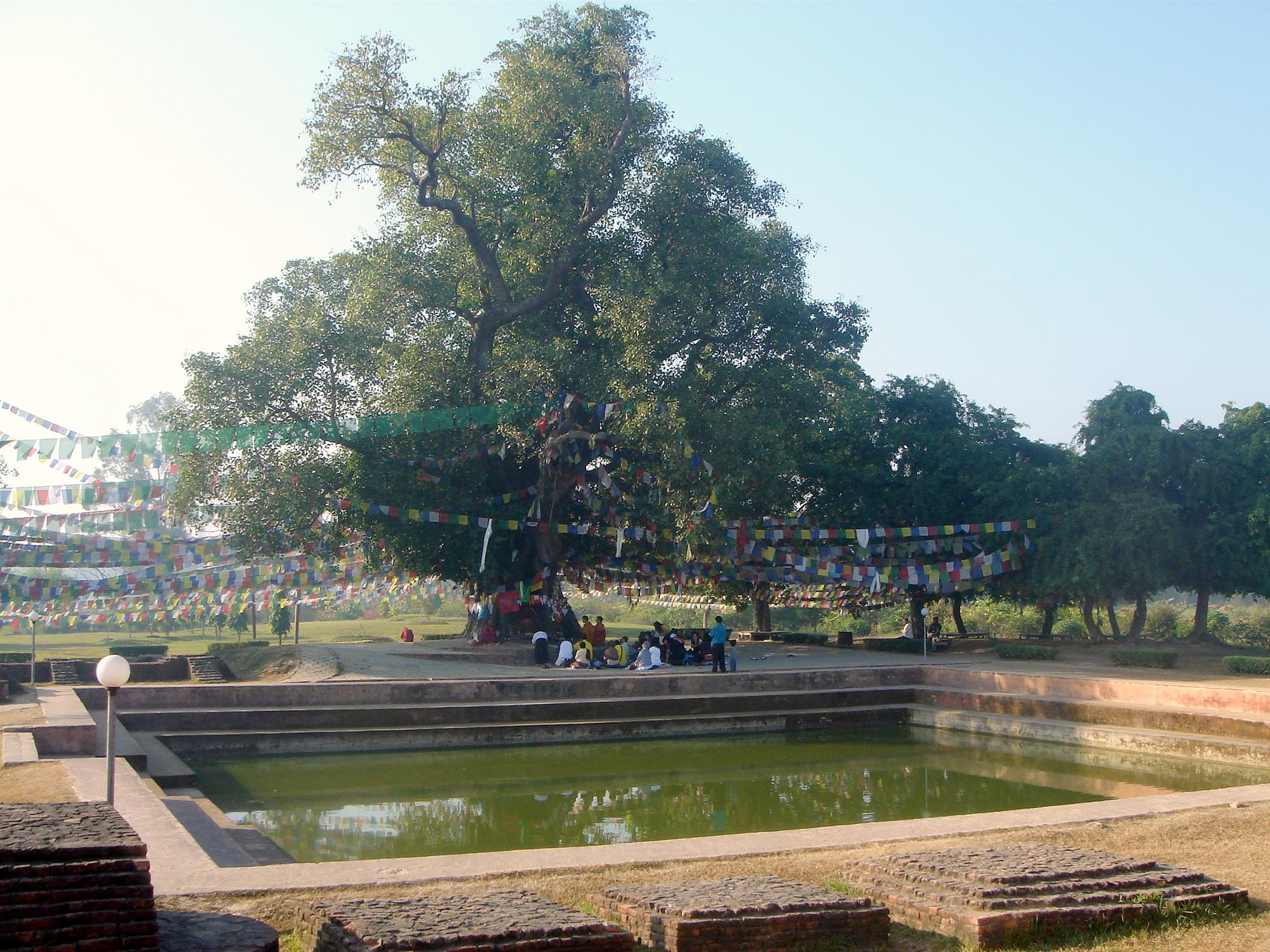
ルンビニの菩提樹と池
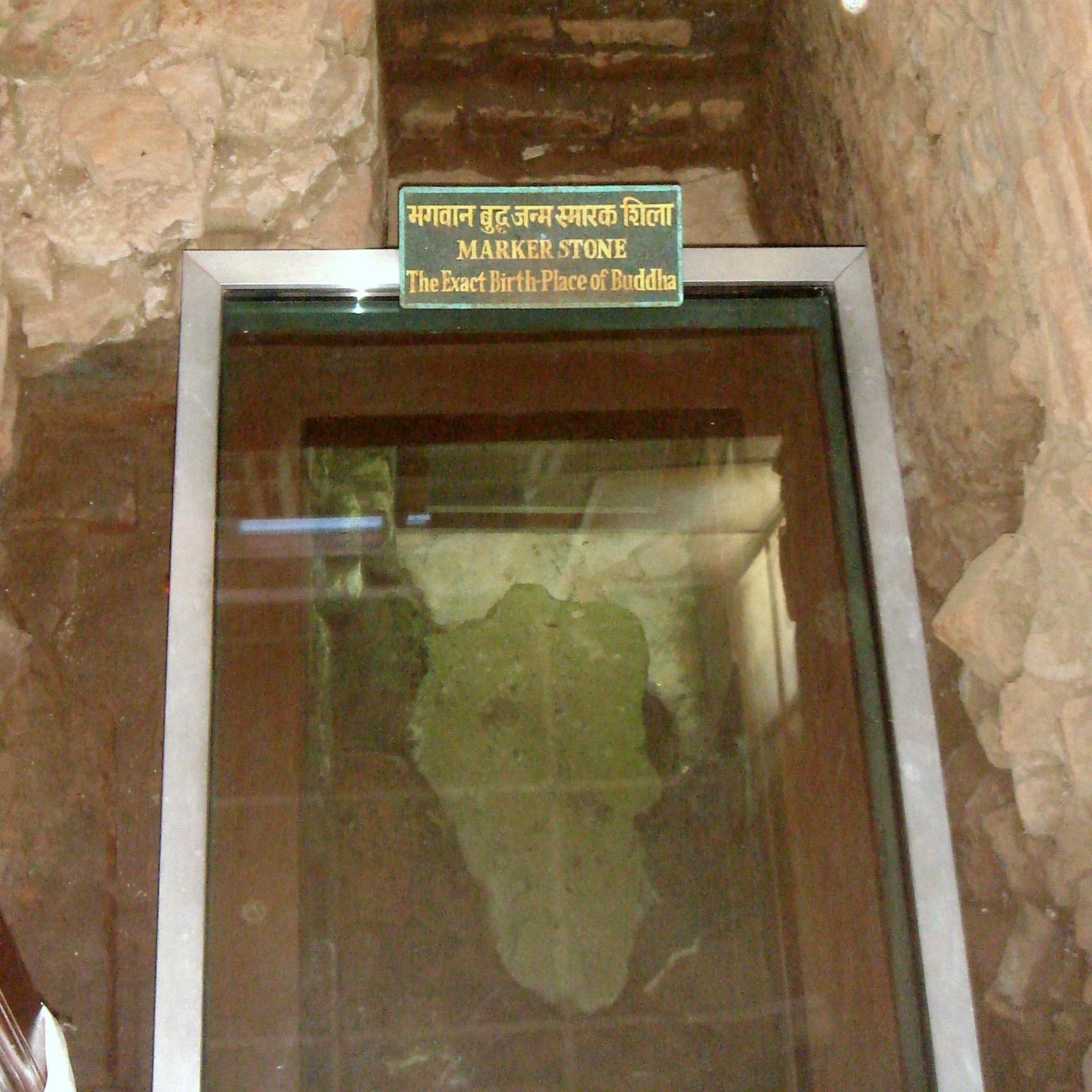
ブッダの生まれた場所
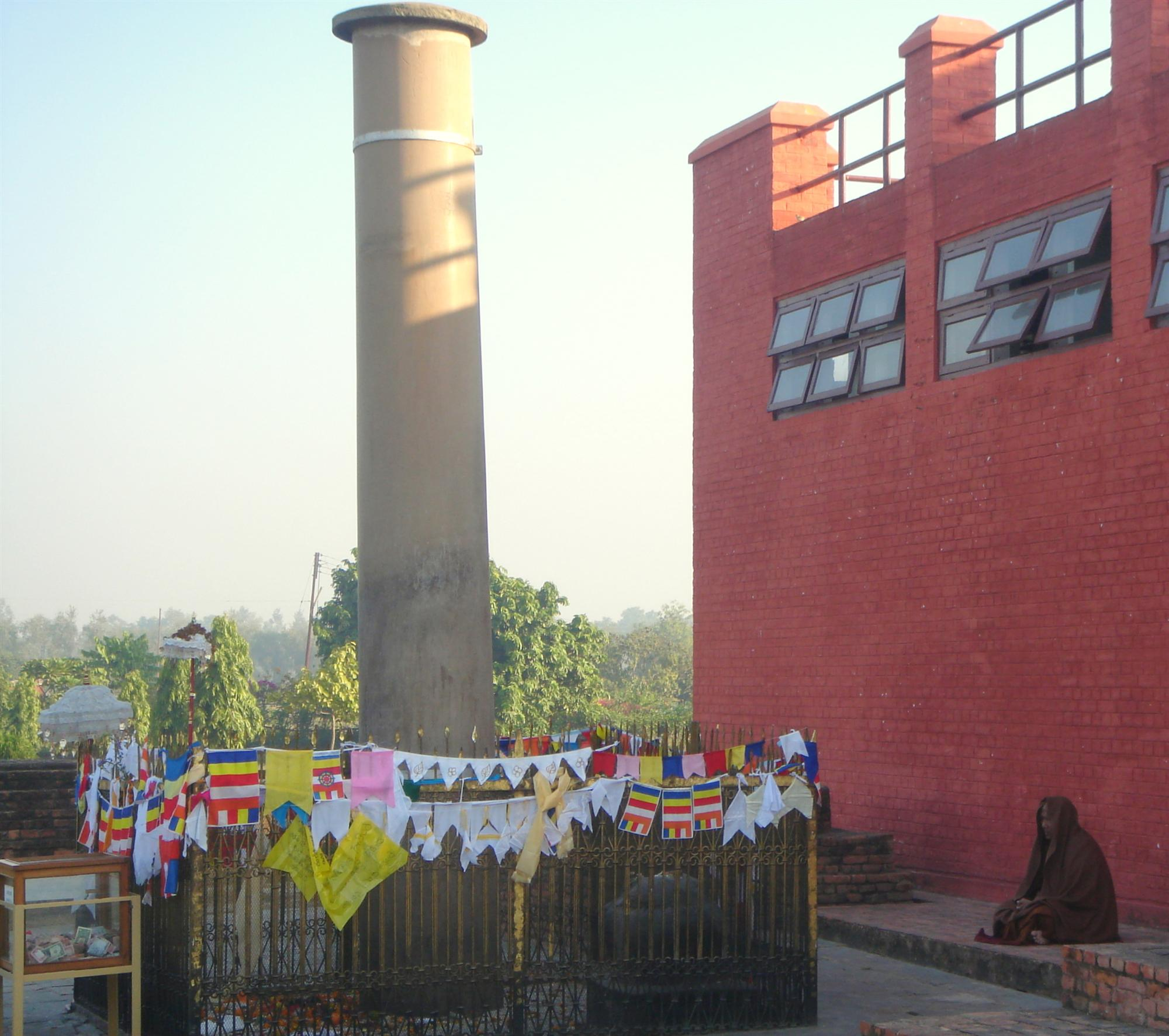
アショーカ王の円柱
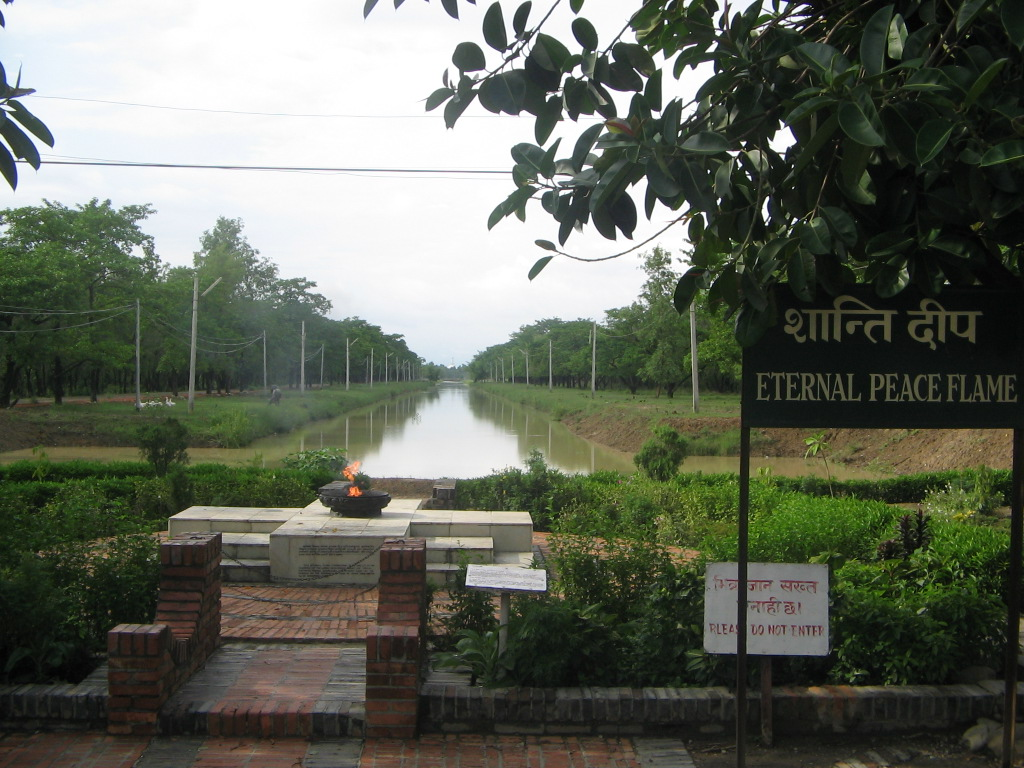
永遠の平和の火
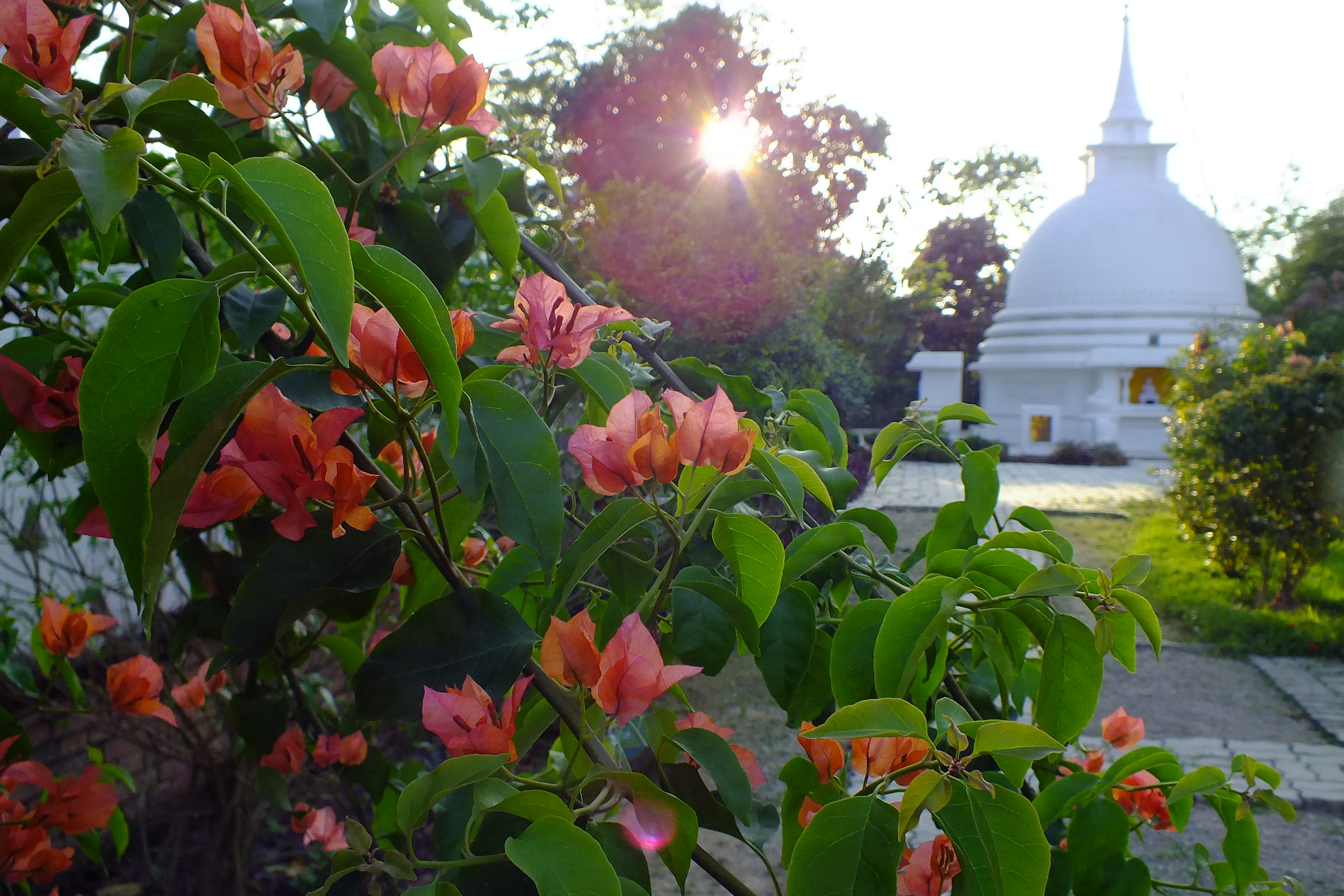
ルンビニ・スリランカ寺
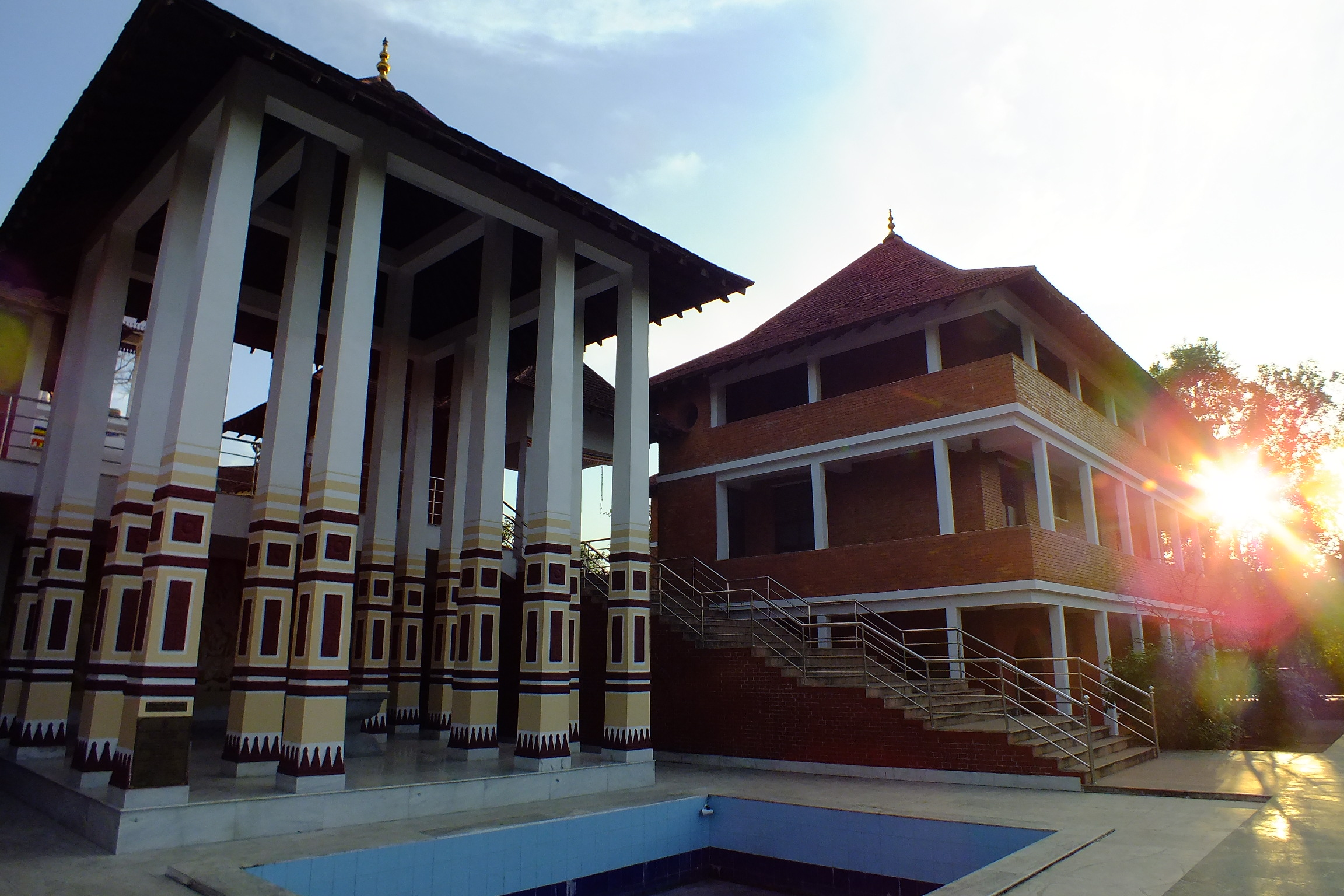
ルンビニ・スリランカ寺
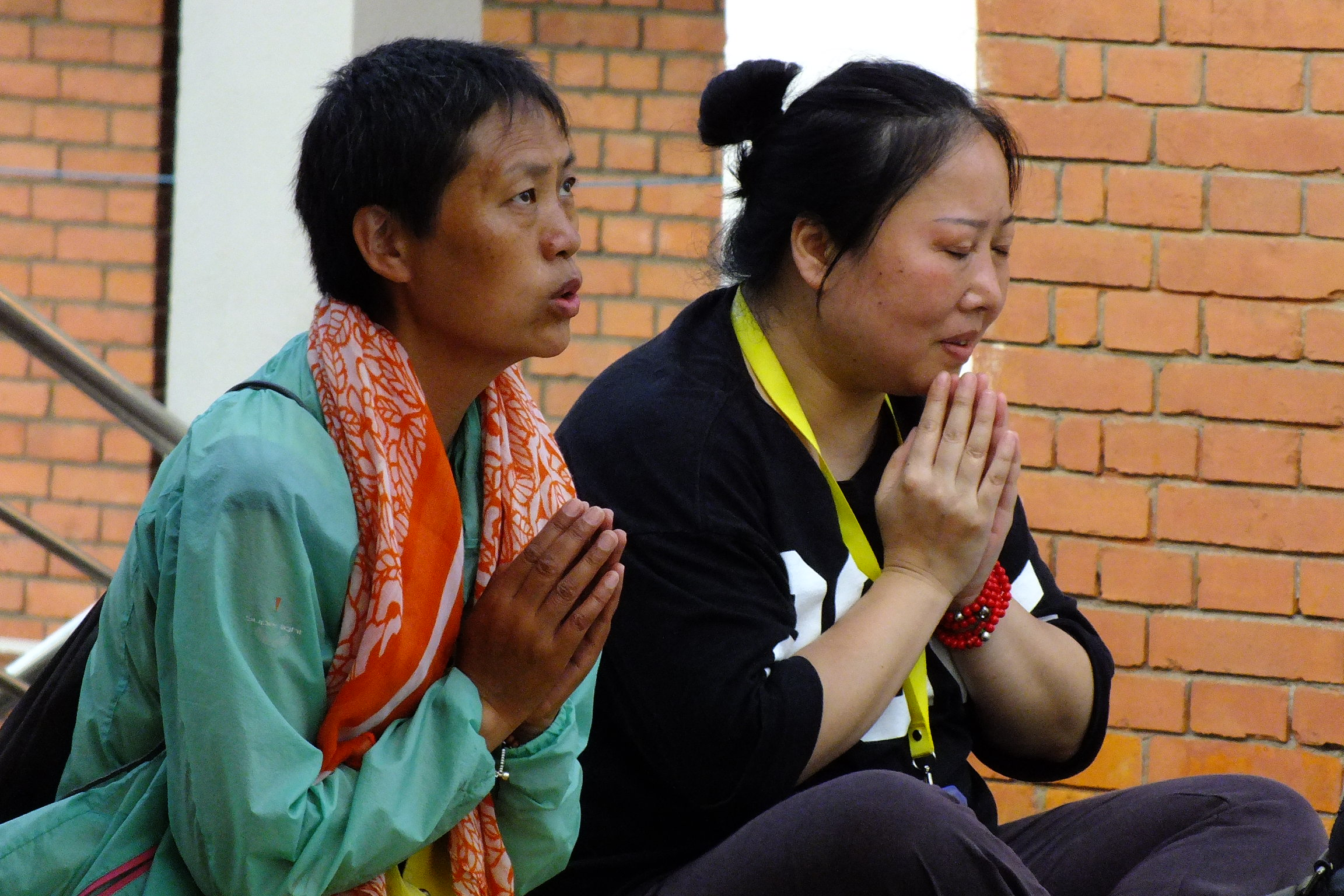
ルンビニ・スリランカ寺の巡礼者
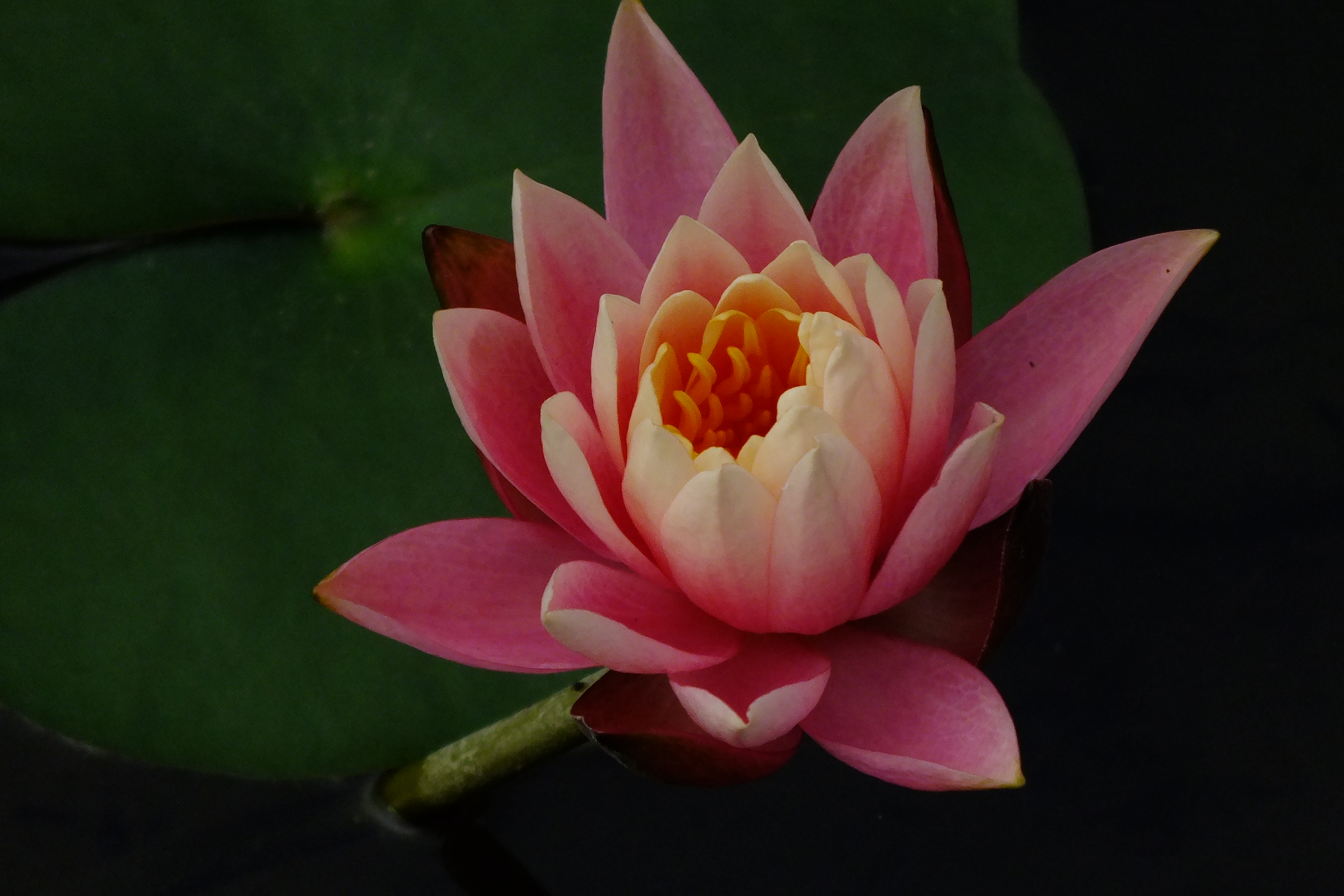
ルンビニ・スリランカ寺の池に咲くスイレン
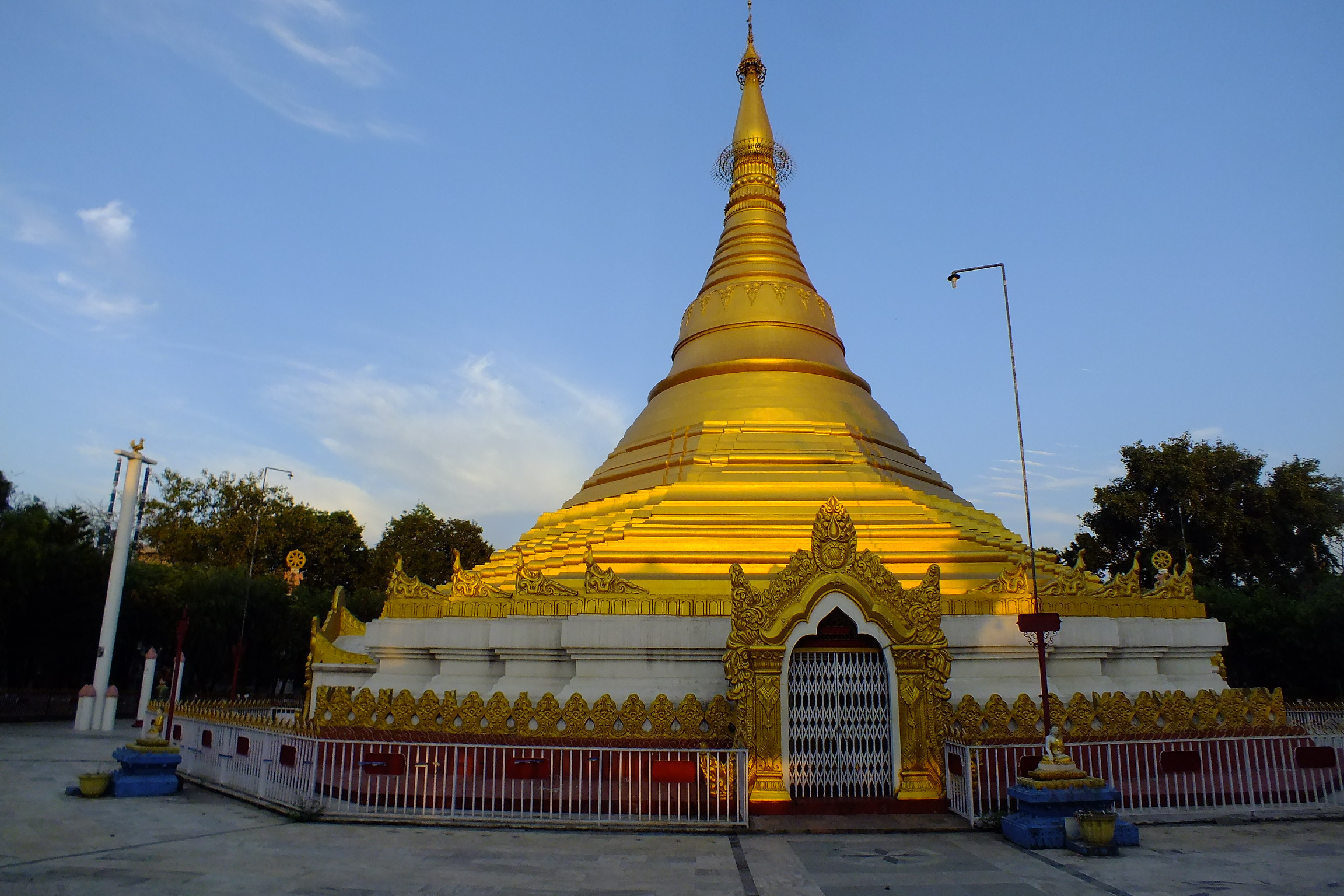
ルンビニ・ミャンマー寺院（ゴールデンテンプル）
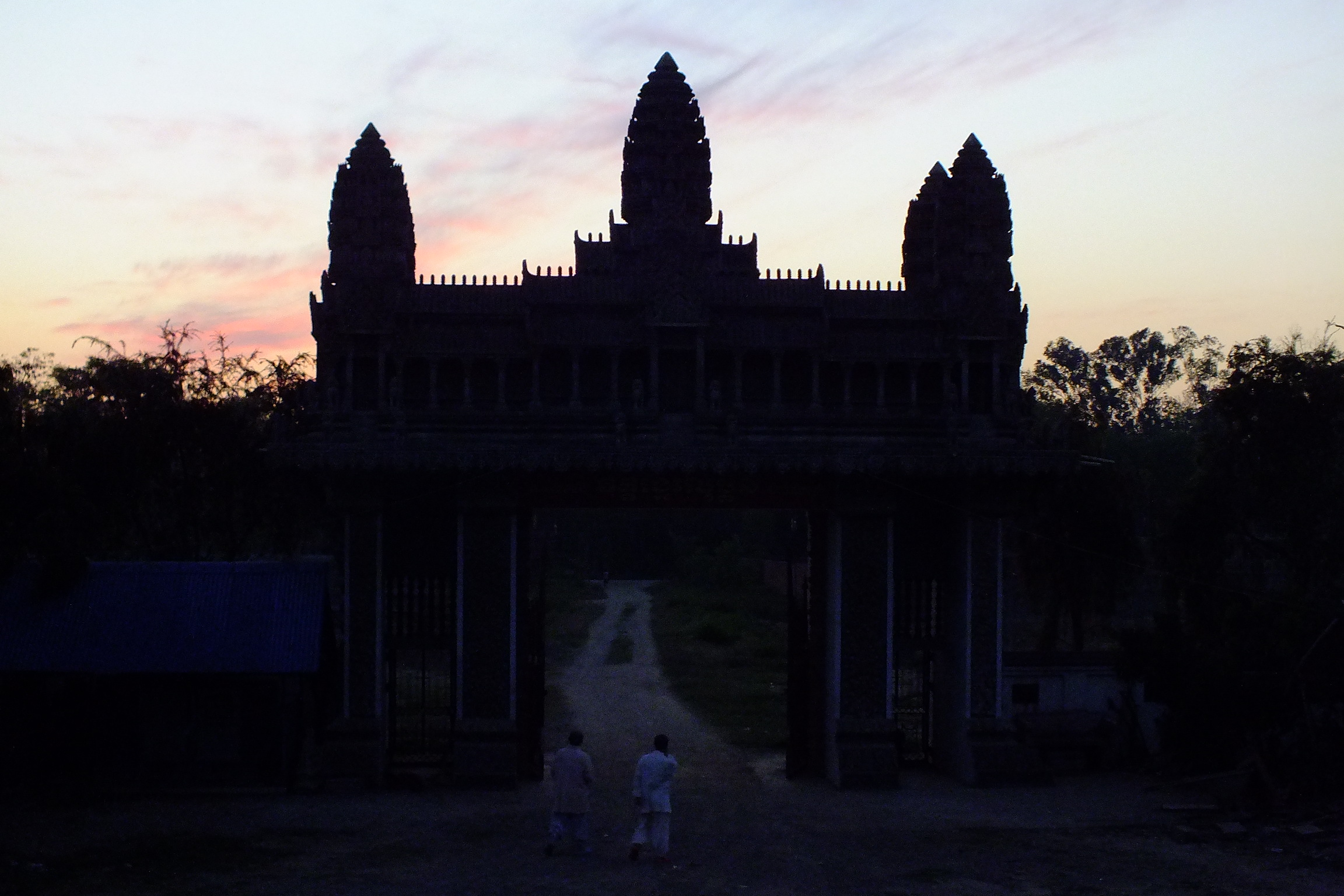
ルンビニ・カンボジア寺